# Nártex

Plano de una iglesia indicando la ubicación del nártex.

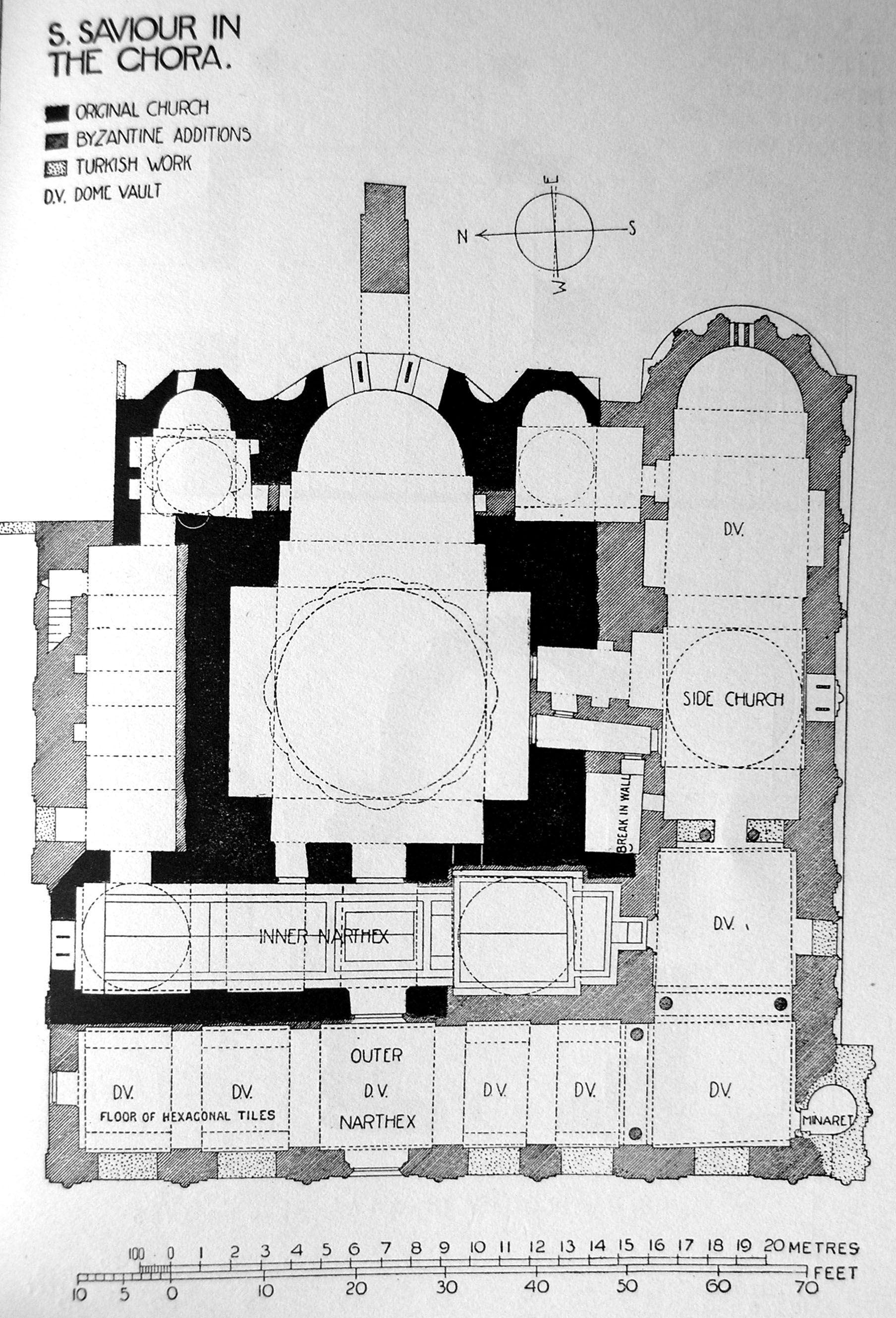
Interior de la Iglesia de San Salvador en Chora (Constantinopla - Estambul). Planta. Narthex interior= Endonártex (en la parte interior) y Narthex exterior= Exonártex (en la parte inferior de la imagen

El nártex en las basílicas románicas es el pórtico situado entre el atrio y las naves del templo, del que está separado por divisiones fijas, destinado a los penitentes y a los catecúmenos (no bautizados). El modelo proviene de las antiguas basílicas paleocristianas.
Cuando se encuentra en el exterior de las fachadas, como pórtico abierto, se llama exonártex. En el caso de que halla un segundo nártex interior, se le denomina endonártex, como es el caso de la Iglesia bizantina de San Salvador en Chora de Constantinopla, actual Estambul.
La palabra proviene del latín medieval narthex, y este a su vez del griego clásico νάρθηξ narthex, nombre de la planta ferula communis o ‘cañaheja’, y era el sitio de los penitentes. En griego moderno es νάρθηκας, nárthekas, y se refiere al pórtico de ingreso a una iglesia. También se usa para referirse al espacio de reunión en la parte posterior de una iglesia.  